# Otmar Huber
Otmar Huber (* 29. Oktober 1927 in Dörndorf; † 22. April 2021) war ein deutscher Kommunalpolitiker der CSU.

## Leben
Huber wurde als 17-Jähriger Soldat und war ab 1945 in fast vierjähriger sowjetischer Kriegsgefangenschaft in polnischen Bergwerken interniert; 1949 kehrte er zurück mit einer Hepatitis, die ihn lebenslang begleitete.
Ab 1949 studierte er Rechts- und Staatswissenschaften an der Ludwig-Maximilians-Universität München. Seit 1950 war er Mitglied der Studentenverbindung Akademischer Gesangverein München im SV. 
Nach der Großen juristischen Staatsprüfung 1956 kam er zur Regierung von Mittelfranken. Ab 1957 war er im Bayerischen Staatsministerium des Innern tätig. Nach fünf Jahren Außendienst in Bad Tölz wurde er im Januar 1967 – nominiert von einer überparteilichen Wählerschaft – zum Landrat des Landkreises Bad Tölz gewählt. Nach Auflösung des Landkreises im Zuge der Kreisgebietsreform wurde er der erste Landrat des neu geschaffenen Landkreises Bad Tölz-Wolfratshausen. Er blieb bis 1996 im Amt.
Huber war leidenschaftlicher Sportler und langjähriger Teilnehmer der Tour der Hoffnung und 1984 beim Ironman Hawaii.

## Ehrungen und Auszeichnungen
- 1986: Verdienstorden der Bundesrepublik Deutschland (Verdienstkreuz 1. Klasse)
- Bayerischer Verdienstorden

## Quelle
- Leserbrief von Otmar Huber im Tölzer Kurier vom 12. März 2005
- Walter Habel (Hrsg.): Wer ist Wer?: Das deutsche Who's Who. 29. Ausgabe 1990/91. Schmidt-Römhild, Lübeck 1990, S. 603.